# رودريغو لاباو
رودريغو لاباو (بالبرتغالية: Rodrigo Lobão‏) هو لاعب كرة قدم برازيلي في مركز الدفاع، ولد في 17 يوليو 1993 في سلفادور في البرازيل. لعب مع نادي بونتي بريتا.

## وصلات خارجية
- رودريغو لاباو على موقع قاعدة بيانات كرة القدم.إي يو (الإنجليزية)
- رودريغو لاباو على موقع Soccerway.com (الإنجليزية)